# Kemezung
Das Kemezung (auch Dumbo, Dumbu, Dzumbo und Kumaju genannt) ist eine ostbeboide Sprache, die von insgesamt 4.500 Personen in Kamerun gesprochen wird.
Es zählt zur Gruppe der bantoiden Sprachen innerhalb der Niger-Kongo-Sprachfamilie.